# Examenvak
Examenvak is een term die met name op scholen voor voortgezet onderwijs in Nederland wordt gebruikt en, zoals het woord al aangeeft, verwijst naar een vak waarin examen gedaan kan of moet worden.
Om welke vakken het gaat verschilt in Nederland per schooltype en kan mede afhangen van de sector- of profielkeuze van de leerling. Op de meeste schooltypen zijn vakken als Nederlands en Engels verplichte examenvakken.
Naast de examenvakken kent elke school een aantal niet-examenvakken. Op veel middelbare scholen in Nederland gaat het dan om vakken als muziek, lichamelijke opvoeding, handvaardigheid, maatschappijleer, beeldende vorming en godsdienst. Scholen hebben echter een zekere mate van vrijheid in de samenstelling van het aangeboden vakkenpakket, en er zijn dan ook scholen waar leerlingen wel in een of meer van deze vakken examen kunnen doen. Als op een school bepaalde vakken als niet-examenvak worden aangemerkt, zal een leerling daarvoor toch op een of andere wijze aan bepaalde eisen moeten voldoen in de vorm van presentaties, werkstukken e.d., die een eigen beoordeling krijgen.